# The Love of Pierre Larosse
The Love of Pierre Larosse è un cortometraggio muto del 1914 diretto da Theodore Marston. Prodotto dalla Vitagraph, il film era interpretato da James Morrison.

## Produzione
Il film fu prodotto dalla Vitagraph Company of America.

## Distribuzione
Distribuito dalla General Film Company, il film - un cortometraggio in una bobina - uscì nelle sale cinematografiche statunitensi il 1º ottobre 1914.